# 밀양 칠탄서원
밀양 칠탄서원(密陽 七灘書院)은 대한민국 경상남도 밀양시 단장면 미촌리에 있는, 손기양(1559∼1619)의 학문과 덕행을 기리기 위한 서원이다.
1983년 7월 20일 경상남도의 문화재자료 제72호 칠탄서원으로 지정되었다가, 2018년 12월 20일 현재의 명칭으로 변경되었다.

## 개요
손기양(1559∼1619)의 학문과 덕행을 기리기 위한 서원이다.
손기양은 조선 선조(재위 1567∼1608) 때 학자로 임진왜란시 의병을 일으켜 나라에 충성을 다했으며 만년에는 학문에 전념하였다.
영조 19년(1743)에 진암서당으로 세웠는데, 헌종 10년(1844) 선생의 위패를 모시는 청절사를 세워 칠탄서원으로 부르게 되었다. 그 후 흥선대원군의 서원철폐령으로 폐쇄되었다가 1914년에 복원하였다.
경내에는 청절사, 강당, 동재와 서재, 문루, 내삼문, 주사 등이 있다. 청절사에는 손기양의 위패를 모시고 있으며 해마다 3월과 9월에 제사를 지낸다. 동재는 중강재라 하여 숙소로 쓰였고, 서재는 벽립재라 하여 학생들이 공부하던 곳이다. 주사는 서원을 지키는 사람이 사용하던 곳이다.

## 참고 문헌
- 밀양 칠탄서원 - 국가유산청 국가유산포털